# Киян Володимир Петрович
Володи́мир Петро́вич Кия́н — капітан Збройних сил України.

## Життєпис
Професійний військовий, здобув освіту артилериста, служив у 802-му реактивному артилерійському полку, брав участь у миротворчій операції в Іраку. 2004 року переїхав на постійне місце проживання до Львова, працював в аграрному бізнесі. З квітня 2014-го — боєць одеського добровольчого батальйону міліції «Шторм». В серпні 2014 року мобілізований, командир батареї, 80-та окрема аеромобільна бригада.
5 вересня 2014 року разом з бійцями своєї роти брав участь у бою під Веселою Горою, де у засідку потрапила колона батальйону «Айдар».
3 вересня 2015-го розвідувальна група проводила перевірку території поблизу міста Щастя приблизно о 14:30 при обстеженні берега Сіверського Дінця та прилеглої до Луганської ТЕС території Володимир Киян, що йшов попереду, зачепив «розтяжку» з міною. Киян устиг попередити побратимів і прикрив собою офіцера, сам загинув від осколкових поранень. За однією з версій, Киян намагався провести дослідження щодо розстрілу мобільної групи.
У Володимира залишилися дружина та маленький син (народився у травні 2015-го).
Похований у селі Вербка, Ковельський район.

## Нагороди
За особисту мужність, сумлінне та бездоганне служіння Українському народові, зразкове виконання військового обов'язку відзначений — нагороджений
- 15 вересня 2015 року — орденом «За мужність» III ступеня (посмертно).
- Народний Герой України (1 червня 2015).
- 11 жовтня 2015-го у Ковелі відбулося відкриття меморіальної дошки честі Володимира Кияна.

## Пам'ять
На честь Володимира Кияна названо вулицю в місті Ковель (Волинська область), що раніше мала назву Ватутіна.